# Mauro Gianetti
Mauro Gianetti est un coureur et dirigeant cycliste suisse, né le 16 mars 1964 à Isone.

## Biographie

### Coureur
Professionnel de 1986 à 2002, Mauro Gianetti a remporté 17 victoires durant sa carrière.
Les neuf premières années de sa carrière (1986 à 1994) sont discrètes, Mauro Gianetti endossant souvent le rôle d'un équipier suffisamment efficace pour lui valoir des participations dans les grands tours. Il remporte pendant cette période sept courses ne faisant pas partie des catégories les plus élevées du cyclisme sur route. Il se classe néanmoins 5e de l'Amstel Gold Race 1989.
Au printemps 1995, alors qu'il vient de rejoindre à 31 ans l'équipe italienne Polti, il montre une aisance et une force qu'on ne lui connaissait pas dans les courses difficiles. C'est ainsi qu'il remporte Liège-Bastogne-Liège, profitant du marquage dont Laurent Jalabert, grand favori, était l'objet, puis, récidive une semaine plus tard en s'imposant à l'Amstel Gold Race, réalisant un rare doublé. Il s'illustre à nouveau en fin de saison en figurant dans le groupe de tête du final de la course en ligne du Championnat du monde de Duitama en Colombie, parmi des coureurs tels que Miguel Indurain, Marco Pantani, Richard Virenque et Abraham Olano. Il prendra la quatrième place de cette édition.
Il connaît moins de réussite en 1996 mais se distingue à nouveau au Championnat du monde de Lugano, en Suisse, pratiquement à domicile, où il effectue avec le Belge Johan Museeuw une longue et décisive échappée sur un circuit particulièrement éprouvant. Il prendra la seconde place derrière le coureur belge.
En  mai 1998, il est victime d'un malaise durant le Tour de Romandie, expliqué dans un premier temps par une « hypoglycémie doublé d'une gastro-entérite ». Il reste trois jours dans le coma et passe douze jours aux soins intensifs. Deux médecins effectuent une dénonciation pénale, soupçonnant une consommation de PFC (substance qui produit les mêmes effets que l'EPO), d'être à l'origine de ce malaise,. Il a toujours refusé de répondre aux questions liées au dopage.
Il ne performe plus guère lors des cinq dernières années de sa carrière professionnelle, accrochant quand même encore deux tops 10 sur Liège-Bastogne-Liège, le Monument qu'il avait remporté en 1995.

### Manager et directeur d'équipe
En 2003, il devient manager général de l'équipe Vini Caldirola, puis, de 2004 à 2008, il a été directeur sportif de l'équipe Saunier Duval. Celle-ci se retire au cours du Tour de France 2008 à cause d'une affaire de dopage impliquant notamment Riccardo Riccò, vainqueur de 2 étapes, et Leonardo Piepoli vainqueur de l'étape arrivant au sommet de Hautacam devant son coéquipier Juan José Cobo après avoir lâché tous les grands favoris. En 2009, il dirige l'équipe ProTour Fuji-Servetto qui devient en 2010 Footon-Servetto, puis Geox-TMC pour sa dernière saison en 2011. Son fils, Noé Gianetti, 20 ans, intègre cette équipe en 2010 en tant que coureur. Parmi les victoires obtenues en tant que manager général, il y a plusieurs étapes dans les plus grandes courses par étapes (notamment Tour de France et Tour d'Italie) et la victoire au classement général du Tour d'Espagne 2011 avec Juan José Cobo, avant son déclassement pour dopage plusieurs années plus tard.
Après l'arrêt de l'équipe fin 2011, il devient par la suite entraîneur, notamment de la Suissesse Nicole Brändli. Fin 2016, il aide l'équipe Lampre-Merida à trouver un nouveau sponsor. En marge de la course de Formule 1 à Abu Dhabi, il se met d'accord avec Matar Suhail Al Yabhouni Al Dhaheri, un entrepreneur en bâtiment des Émirats arabes unis, pour financer l'équipe. Gianetti devient membre du conseil d'administration ainsi que le directeur de l'équipe principale du groupe qui est renommée UAE Emirates. L'équipe remporte notamment le Tour de France 2020 , le Tour de France 2021, le Tour d'Italie 2024, le Tour de France 2024 et le Tour de France 2025 avec Tadej Pogačar.

## Palmarès

### Palmarès amateur
| - 1981 - 3e du championnat de Suisse sur route juniors - 1982 - Champion de Suisse sur route juniors - 1983 - 2e du Grand Prix de Chiasso | - 1984 - 5eb étape de la Semaine cycliste bergamasque - 1985 - 2e du Giro del Belvedere |  |

### Palmarès professionnel
| - 1986 - Grand Prix de Lugano - 2e du Tour du Leimental - 1988 - Classement général du Tour de Grande-Bretagne - 2e du Tour de Schellenberg - 2e du Tour du canton de Genève - 3e de Grabs-Voralp - 5e du championnat du monde sur route - 7e du Tour de Suisse - 9e du Championnat de Zurich - 1989 - Tour du Nord-Ouest de la Suisse - 4e étape du Tour de Grande-Bretagne - 2e de Kuurne-Bruxelles-Kuurne - 2e du Tour de Grande-Bretagne - 3e du Tour d'Émilie - 5e de l'Amstel Gold Race - 1990 - Coppa Placci - Milan-Turin - 3e du Grand Prix de Fourmies - 1991 - 3e du championnat de Suisse sur route - 4e du Grand Prix des Amériques - 1992 - 3e du Grand Prix de Fourmies - 1993 - 2e du Trophée Melinda - 3e du championnat de Suisse sur route - 1994 - Coire-Arosa - 2e de Milan-Turin - 9e du Tour de Suisse - 9e du Tour de Lombardie - 1995 - Liège-Bastogne-Liège - Amstel Gold Race - 1reb étape de l'Escalade de Montjuïc (contre-la-montre) - 2e de la Klasika Primavera - 2e de l'Escalade de Montjuïc - 3e de la Coupe du monde - 3e de la Japan Cup - 4e du championnat du monde sur route - 5e de la Flèche wallonne | - 1996 - Klasika Primavera - 2e étape du Critérium international - 1rea étape de l'Escalade de Montjuïc - Japan Cup - Coire-Arosa - Médaillé d'argent du championnat du monde sur route - 2e de l'Escalade de Montjuïc - 3e du Critérium international - 3e de Liège-Bastogne-Liège - 3e du Tour de Vénétie - 3e du Tour du Piémont - 4e de la Flèche wallonne - 5e du Tour de Romandie - 6e de la Coupe du monde - 8e du Tour de Lombardie - 1997 - Paris-Camembert - Polymultipliée Lyonnaise - Polymultipliée de l'Hautil - 2e du Trophée des grimpeurs - 3e du Grand Prix de Francfort - 3e de la Japan Cup - 5e de l'Amstel Gold Race - 10e de Liège-Bastogne-Liège - 1998 - 8e de Liège-Bastogne-Liège - 1999 - Tour de Wartenberg - Trophée Melinda - 2000 - Tour du Japon : - Classement général - 3e étape - 3e de Coire-Arosa - 6e de Liège-Bastogne-Liège - 9e de la Flèche wallonne - 2002 - 2e du Tour de Berne |  |

## Résultats sur les grands tours

### Tour de France
5 participations
- 1989 : 115e
- 1990 : 61e
- 1991 : 98e
- 1992 : hors délais (13e étape)
- 1997 : abandon (16e étape)

### Tour d'Italie
3 participations
- 1987 : abandon (19e étape)
- 1992 : 70e
- 1996 : non-partant (19e étape)

### Tour d'Espagne
3 participations
- 1995 : 17e
- 1996 : 13e
- 2001 : non-partant (19e étape)

## Résultats sur les championnats

### Championnats du monde professionnels

#### Course en ligne
- Duitama 1995 : 4e
- Lugano : 2e